# 富山小林製薬
富山小林製薬株式会社（とやまこばやしせいやく、英: Toyama Kobayashi Pharmaceutical Co.,Ltd.）は、富山県富山市に本社・工場を置く企業。小林製薬出資によるの製造子会社であり、医薬品や芳香剤などの製造を行う。

## 主な製品
- 医薬品（アイボン、命の母、のどぬ～るスプレーなど）
- 健康補助食品
- 芳香剤
- 洗浄剤（入れ歯用、トイレ用、電気ポット用などの発泡洗浄剤）

## 沿革
- 1982年3月10日 - 会社設立。
- 1983年5月9日 - 操業開始。
- 1989年 - 医薬品・医薬部外品・化粧品の製造許可を取得。